# Oleh Husiev
Oleh Anatolijovytj Husiev (ukrainska: Олег Анатолійович Гусєв), född 25 april 1983 i Stepanovka, Sumy oblast, Ukrainska SSR, är en ukrainsk fotbollsspelare (mittfältare) som spelar för FC Dynamo Kiev och det ukrainska landslaget. Han spelar främst som ytter men kan även spela högerback.
Han var uttagen i Ukrainas trupp vid fotbolls-VM 2006 samt fotbolls-EM 2012.